# پال لکسالت
پل دومینیک لاکسالت (به انگلیسی: Paul Dominique Laxalt) سناتور سابق عضو حزب جمهوری‌خواه ایالات متحده آمریکا بود. وی در سال ۱۹۷۴ تا ۱۹۸۷ میلادی سناتور ایالت نوادا در سنای ایالات متحده آمریکا بود.